# Frieren (personaje)
Frieren (フリーレン Furīren?) es un personaje ficticio y protagonista de la serie de manga japonesa Sōsō no Frieren, escrita por Kanehito Yamada e ilustrada por Tsukasa Abe. 
Frieren es una antigua miembro del grupo de aventureros que derrotó al Rey Demonio y restauró la armonía en el mundo tras una búsqueda de diez años. Frieren regresa a la capital cincuenta años después; sin embargo, la humanidad ha cambiado, y sus antiguos compañeros han envejecido. Tras una última aventura para ver una lluvia de meteoritos, Himmel muere de viejo. Durante el funeral, Frieren se siente culpable por no haber intentado saber más sobre él. Ella visita entonces a sus otros antiguos camaradas. Acepta la oferta de enseñar y cuidar a Fern, una niña huérfana adoptada por Heiter. También recibe una invitación para viajar al norte, al lugar donde descansan las almas, y volver a ver a Himmel para despedirse dignamente del héroe y expresarle sus sentimientos. Para cumplir esas peticiones, Frieren se embarca en un viaje junto a Fern mientras sigue persiguiendo su pasión por aprender magia.
Aunque inicialmente se concibió como una luchadora cómica, Yamada desechó varias ideas que tenía para Frieren hasta que decidió convertirla en una elfa que crece en la historia mientras recuerda a Himmel. En la adaptación al anime, Atsumi Tanezaki le pone voz en japonés, mientras que la versiones en español son puestas por Erika Ugalde para Hispanoamérica y Sandra Villa en castellano. La respuesta de la crítica al personaje de Frieren fue mayoritariamente positiva debido a que la serie se centra en la visión que Frieren tiene de la vida y en cómo aspira a convertirse en una mejor persona. La exploración de su oscuro pasado también fue elogiada por cómo cambió la visión que la gente tenía de ella.

## Creación
Frieren fue concebida originalmente como protagonista de un manga de comedia en el que estaba obsesionada con matar demonios. Al planear el manga, el editor Katsuma Ogura quedó impresionado con las ilustraciones de Tsukasa Abe y le sugirió que trabajara con Kanehito Yamada. Yamada quedó impresionado con la primera ilustración de Frieren, creyendo que el personaje del título tenía un aura de humanidad. Cuando le pidió que dibujara un personaje para Frieren, Yamada dijo: «Si esta es la persona, por favor, hazlo». Abe se encargó de la animación. Tras varias versiones, al autor se le ocurrió la idea de tener como protagonista a una elfa con una larga vida. Aunque Himmel muere, sus apariciones en analepses se escribieron para reflejar el crecimiento emocional de Frieren. Cuando Himmel aparece, el autor siente que la historia se tensa. Aunque sea triste, hay una catarsis. Para la adaptación animada de Madhouse, el director Keiichirō Saitō dijo que Fern aparece con varios cambios en la narración, ya que su crecimiento tiene un gran impacto en Frieren.
La canción «Yūsha» tiene su origen en la historia corta titulada Fanfare for Frieren (奏送 Sōsō?), escrita por Jirō Kiso y supervisada por Yamada, que narra la visita de la protagonista Frieren a una pequeña ciudad llamada «Music City» cinco años después de la muerte del héroe Himmel. Recibe una difícil petición de una anciana que conoce en un lugar lleno de música. Incorpora los cambios emocionales y los recuerdos de Frieren hacia el héroe Himmel, expresando la atmósfera solitaria y melancólica del anime. Originalmente, el tema de apertura se centraría en la visión del mundo del viaje de Frieren, pero Ayase y Shuya Yamamoto, un A&R de Sony Music Entertainment Japan, no estaban satisfechos debido a que la canción hacía «demasiado hincapié en la atmósfera». Por ello, Ayase decidió rehacer la canción a pesar de haberla presentado al equipo del anime.
En la adaptación al anime, la voz de Frieren la pone Atsumi Tanezaki en japonés. Al leer la obra original, Tanezaki no tuvo la impresión de que Frieren fuera dulce, a excepción de su propia voz. Debido a su edad, a Tanezaki le pareció mejor sacar su tono más grave. Cuando interpretaba a Frieren, quería usar su voz en su nivel más bajo. Así que podría haber sido diferente si hubiera tenido alguna dirección, pero a Tanezaki no se le ocurrió ningún otro enfoque. No se dijo nada en la fase de audición, la actriz supuso que todo el mundo en la producción estaba de acuerdo en que se trataba de Frieren, lo que fue aprobado por el equipo. Durante el doblaje, los actores recibieron la dirección. Tanezaki tenía la impresión de que Frieren en la obra original era un poco más relajada, así que actuó en consecuencia. Se le dio la dirección para que la obra fuera un poco más emocionante. Tanezaki estuvo preocupada hasta que estuvo terminada, pero cuando volvió a escuchar la escena, se dio cuenta de que era divertido pasar el rato con todos, y se sintió satisfecha con su trabajo.
Mallorie Rodak pone voz a Frieren en el doblaje inglés. Rodak agradeció poner voz a Frieren, ya que le gustaba el personaje.

## Apariciones
Frieren es una hechicera elfa que formó parte del grupo que derrotó al Rey Demonio. Aunque parece muy joven, nació en el seno de una longeva raza de elfos y ha vivido más de mil años. Como su sentido del tiempo es tan distinto al de los humanos, no tiene reparos en trabajar durante meses, si no años, seguidos. Tras la muerte de Himmel, uno de los miembros de su grupo, Frieren lamentó no haberle conocido mejor durante los diez años que duró su aventura. Como resultado, se embarcó en otro viaje para aprender más sobre la humanidad. También ha viajado con una hechicera humana, Fern, desde que la aceptó como aprendiz por sugerencia de Heiter, otro miembro del grupo de héroes original. Hace más de mil años, Frieren fue rescatada por la gran hechicera Flamme durante un ataque demoníaco a su ciudad natal. Esta angustiosa experiencia inculcó en Frieren una profunda aversión hacia los demonios, alimentando su ambición de librar al mundo de su presencia. Tras la desaparición del Rey Demonio, Frieren se dedicó a investigar la magia mata demonios (人を殺す魔法 Hito o Korosu Mahō?), que del japonés se traduce literalmente como «magia para matar humanos». Sin embargo, el autor maquilló intencionadamente la lectura como «Zoltraak». Es una forma de magia ofensiva desarrollada por un poderoso demonio específicamente para matar humanos. Más tarde, Zoltraak fue estudiado por la humanidad y finalmente incorporado a la magia fundamental que se enseña a todos los hechiceros humanos modernos, donde se ha alterado hasta convertirse en un arte de matar demonios, mientras Frieren seguía matándolos siempre que podía hasta que la raza demoníaca dejó de ser tan amenazadora como antaño. Como la hechicera que más demonios ha enterrado en la historia registrada, se ha ganado el apodo de «Frieren la asesina» (葬送のフリーレン Sōsō no Furīren?), igual que el título del anime. A pesar de sus logros, Frieren se ha enfrentado a su cuota de derrotas y lucha con ciertos defectos. Como elfa, a menudo se la considera insensible a las emociones humanas. Su torpeza ocasional en las interacciones sociales hace que otros la tachen erróneamente de distante, pero en realidad, Frieren posee una naturaleza amable y bondadosa.

## Recepción
La respuesta de la crítica a Frieren fue mayoritariamente positiva. Anime News Network afirmó que la historia de Frieren destaca entre otras fantasías por centrarse en sus remordimientos tras la muerte de Himmel, aunque el tiempo que pasó con él no fuera mucho para la raza élfica. Frieren fue comparada con la historia de Rip van Winkle, ya que refleja de forma similar los cambios de los tiempos a los ojos del protagonista. El funeral de Himmel cambia el carácter de Frieren, que decide emprender un viaje para resolver sus sentimientos por el héroe. Siliconera comentó que el manga ayuda a que los lectores simpaticen con la vida de la elfa, ya que la protagonista busca una forma de evitar los mismos remordimientos que tuvo con Himmel y vivir una vida diferente. Esto es muy notable en la naturaleza episódica del manga donde Frieren ahora vive recordando todas las lecciones que Himmel le enseñó y lo aplica a cómo conoce a nuevas personas y las valora más. Crunchyroll también encontró que Frieren pasa por un notable arco de personaje cuando Himmel muere y comienza un nuevo viaje cuidando de los discípulos de Heiter y Eisen, Fern y Stark, respectivamente, que comparó más con un juego de rol que con fantasía de acción. Otro aspecto del nuevo personaje de Frieren es cómo empieza a comprender lo frágiles que son los humanos y comienza a atesorarlos.
GamesRadar+ observó que, a diferencia de otras series de fantasía centradas en peleas, las lecciones de Frieren se centran más en el género recuentos de la vida, contrastando con otros mangas shōnen en el proceso. También, el rostro de Frieren fue comparado con el de Anya Forger de Spy × Family debido a sus tendencias de tener una reacción petulante, siendo que Frieren lo hace al compartir con Fern una poción que quita la ropa para usarla como regalo de cumpleaños de Stark. Aunque Frieren nunca muestra interés por el sexo, la escena se hizo popular en las redes sociales por su naturaleza pervertida.
Richard Eisenbeis, de Anime News Network, elogió la dinámica entre los personajes principales, ya que Frieren pasa rápidamente por un arco al conocer a Fern y Stark, ya que su perspectiva del tiempo cambia al conocer a estos dos adolescentes, al tiempo que construye su historia de fondo con cada episodio. Para Anime News Network, la evolución del viaje de Frieren junto con el creciente romance de Fern y Stark fue notable, ya que ayuda a dar más profundidad a la aparente relación entre la protagonista y Himmel. Aunque para el público resulta obvio que Himmel estaba enamorado de Frieren, el estado previo en el que se encontraba la elfa podría no corresponder a sus sentimientos, dando una sensación de tragedia romántica. Sequential Tart comparó a Frieren con Spock: «lógica y distante y con dificultades para entender a los humanos, pero también cada vez más cercana a ser como ellos a medida que avanza». Sheena McNeil, del mismo sitio web, calificó de interesante el concepto de «¿qué le pasa al grupo cuando se acaba la aventura?», elogiando también la lucha de Frieren por «ser menos desapegada» y viéndola experimentar los «encantadores momentos conmovedores, los agridulces y los felices».
La eventual revelación del pasado de Frieren y su apodo «Frieren la asesina» fue señalado por Fiction Horizon que da a su personaje una fuerza sorprendente y seria para el lector debido a lo que le sucedió a su familia y cómo empezó a entrenar magia para matar demonios. Esto llevó a un cambio importante en cuanto a la forma de interpretar a la protagonista debido al repentino origen oscuro que podría hacerla más oscura que en los capítulos anteriores. El hecho de que Frieren haya estado matando demonios durante años hace que los lectores se pregunten si tales acciones están aprobadas o no, pero el escritor afirmó que no se puede confiar en los enemigos. Comic Book Resources encontró que el punto de vista de Frieren con los demonios es demasiado diferente al de otras series famosas como Kimetsu no Yaiba en lo que respecta al trato de los protagonistas con los principales antagonistas. Esto se ejemplifica sobre todo en el duelo de Frieren con Aura que termina con la primera ordenando a la segunda a suicidarse. The Fandom Post aclamó la verdadera naturaleza de Frieren y la historia de fondo, ya que le sorprendió cómo los episodios anteriores han sido la construcción de las habilidades ocultas de la protagonista hasta la orden de suicidio de Frieren hacia Aura.
Richard Eisenbeis de Anime News Network premió a Frieren como el mejor personaje de 2023 debido a cómo «sostiene» la serie con su caracterización que a menudo cambia dependiendo de la situación, de seria a cómica, sin dejar de mantener un arco noble y trágico.